# Новица Тончев
Новица Тончев (на сръбски: Новица Тончев / Novica Tončev) е сръбски политик и бизнесмен от български произход, член на Социалистическата партия на Сърбия. Той е брат на Ивица Тончев, виден член на СПС и съветник на ръководителя на партията Ивица Дачич. Бил е кмет на Сурдулица (2008 – 2014). На 28 октомври 2020 г. е назначен за министър без портфейл във второто правителство на Ана Бърнабич, като става първият българин назначен на министерски пост в Сърбия.

## Биография
Роден е на 9 декември 1962 г. в град Ниш, Социалистическа република Сърбия, СФРЮ. През 1989 г. завършва строителния факултет на Нишкия университет. Развива частен бизнес, като притежава строителната компания Tončev Gradnja в Сурдулица и компанията Ton-Bau във Виена (Австрия), притежава и дялове в РТВ Сурдулица.

## Политическа дейност
От 1990 до 2000 г. той е кмет на село Божица, община Сурдулица. През 1996 г. е избран за общински съветник в Сурдулица, като от 1996 до 2000 г. е член на изпълнителния съвет на Общинския съвет, а от 2000 до 2004 г. е заместник-председател на Общинския съвет. На местните избори през 2008 г. е избран за кмет на община Сурдулица, като ръководител на местната гражданска листа „За нашата Сурдулица“. На следващата година заедно няколко други членове на листата се присъединяват към Социалистическата партия Сърбия, на която той спомага да постигне убедителна победа на местните избори през 2012 г.
Като кмет на Сурдулица той подкрепя петицията на партия „Обединени региони на Сърбия“, призоваваща за политическа децентрализация на страната. През 2013 г. той предлага на италианска компания, която иска да инвестира в общината, да бъдат предложени изоставени сгради на намалена цена, при условие че в замяна компанията осигури определен брой работни места за населението в общината. Той подава оставка като кмет, след като е избран за депуат в Народната скупщина, избирайки да остане в местната политика като председател на общинското събрание.
През 2012 г. той става член на ръководството на Социалистическата партия на Сърбия. През 2013 г. се обсъжда неговата кандидатура за министър на транспорта на Сърбия, въпреки че това назначение не се осъществява. През август 2013 г. той заявява, че му е била предложена тази позиция, но той е отказал.
На парламентарните избори през 2014 г. е на 22-ро място в избирателната листа с кандидати на Социалистическата партия, избран е за депутат след като партията излъчва 44 депутата. Община Сурдулица е сред само двете общини в Сърбия, в които социалистите печелят най-много гласове спрямо останалите кандидати. Изборите са спечелени от Сръбската прогресивна партия, която преди това е в коалиционно правителство със социалистите. След обявяването на резултатите Тончев поздравява Сръбската прогресивна пратия за победата и заявява, че няма да е проблем социалистите да преминат в опозиция на следващото заседание на Народната скупщина. Изявлението му е отхвърлено от партийното ръководство и след нов кръг от преговори социалистите остават в правителството като малък коалиционен партньор. По-късно излизат слухове, че Тончев се е присъединил към група социалисти, недоволни от ръководството на Дачич. Независимо от това, през септември 2015 г. той е избран за ръководител на предизборния щаб на партията през 2016 г.
На парламентарните избори през 2016 г. е на 19-то място в избирателната листа с кандидати на Социалистическата партия, преизбран, след като партията излъчва 29 депутата. Изборите отново са спечелени от Сръбската прогресивна партия, а социалистите отново остават като малък коалиционен партньор в ръководената от СПП администрация. Новица Тончев продължава да подкрепя правителството в Народната скупщина. В парламента той е:
- член на парламентарната комисия по икономика, регионално развитие, търговия, туризъм и енергетика
- член на комисията по устройство на територията, транспорт, инфраструктура и телекомуникации
- ръководител на парламентарната група за приятелство на Сърбия с България (която граничи със Сурдулица)
- член на парламентарните групи за приятелство с Аржентина, Куба, Гърция, Ирак, Италия, Казахстан, Македония, Черна гора, Русия и Словения

През май 2017 г. той заявява, че много социалисти се опасяват, че партията им може да загуби своята идентичност и да бъде погълната от Сръбската прогресивна партия. Следващия месец той заявява, че обмисля възможността да се оттегли от Социалистическата партия, за да създаде нова лява група, която да подкрепя правата на работническата класа. По-късно той пояснява, че не е взел решение по въпроса и че все още има време Ивица Дачич да запази Социалистическата партия. Той остава при социалистите, като през юли 2017 г. е избран за заместник-председател на партията.
През ноември 2017 г. той е осъден за насилствено поведение срещу активист на Сръбската прогресивна партия по време на предизборен митинг през 2014 г. и осъден на три месеца затвор. При обжалване той протестира за невинността си, описва обвинението като политически мотивирано и заявява, че неговият обвинител всъщност е отговорен за нарушаването на спокойствието.